# 온타리오 프랑스어 공립학교 협회
온타리오 프랑스어 공립학교 협회(프랑스어: Association des conseils scolaires des écoles publiques de l'Ontario, 영어: Association of French-language Public School Boards of Ontario)는 캐나다 온타리오주의 정부 교육기관으로 온타리오의 모든 프랑스어 공립학교를 지원하고 관리한다. 온타리오 프랑스어 공립학교 협회는 그 밑에서 4개의 산하 교육 협회가 있다.
- 동 온타리오 프랑스어 공립학교 협회 (프랑스어: Conseil des écoles publiques de l'Est de l'Ontario)
- 남동 중부 지역 프랑스어 공립학교 협회 (프랑스어: Conseil scolaire Viamonde)
- 북 온타리오 프랑스어 공립학교 협회 (프랑스어: Conseil scolaire public du Grand Nord de l'Ontario)
- 동북 온타리오 프랑스어 공립학교 협회 (프랑스어: Conseil scolaire public du Nord-Est de l'Ontario)

즉 프랑스어 교육은 캐나다의 헌법에 명시된 온타리오 주의 프랑스어 시민의 권리이다.